# Ștefan Báthory de Șimleu

Blazonul nobiliar al familiei Báthory, de genere Gutkeled

Ștefan Báthory al II-lea de Șimleu (în maghiară Báthory István), (n. 1477 – d. 1534, Alba Iulia, Regatul Ungariei Răsăritene, România) a fost voievod al Transilvaniei între anii 1529-1530.
Cu soția sa Katharina Telegdi a avut opt copii:
- Nicolae
- Katharina
- Andrei († 1563)
- Sofia
- Ana (1539–1570), mama contesei Elisabeta Báthory
- Elisabeta (1557–1562)
- Cristofor (1530–1581), locțiitorul fratelui său Ștefan la conducerea Principatului Transilvaniei
- Ștefan (1533–1586), mai întâi voievod (principe) al Transilvaniei, apoi rege al Poloniei și Lituaniei